# Musique royale des Guides
 (juillet 2023).
Si vous disposez d'ouvrages ou d'articles de référence ou si vous connaissez des sites web de qualité traitant du thème abordé ici, merci de compléter l'article en donnant les références utiles à sa vérifiabilité et en les liant à la section « Notes et références ».
La Musique royale des Guides est un orchestre militaire belge rattaché au régiment de cavalerie de la Garde fondé en 1832.

## Aperçu
La fanfare a vu le jour en août 1832, sur ordre du roi Léopold Ier de Belgique, en tant que fanfare royale du 1er régiment de guides. Le roi a chargé le compositeur Jean-Valentin Bender de la direction de la fanfare. La formation accompagne le couple royal lors d'événements officiels. C'est ainsi qu'elle acquiert le titre de "Musique Particulière du Roi". Le succès de l'orchestre est immédiat et il est rapidement considéré comme l'une des meilleures formations musicales du continent européen. Au cours des vingt années qui séparent les deux guerres mondiales, l'orchestre acquiert une réputation internationale, ainsi qu'une notoriété nationale qu'il n'avait jamais connue auparavant. Sous la direction d'Arthur Prévost, elle effectue une tournée officielle aux États-Unis en 1929 et est reçue par le président Herbert Hoover à la Maison Blanche. La campagne des 18 jours a gravement endommagé la structure de l'orchestre, dont la plupart des membres ont été envoyés en exil au Royaume-Uni. Le 4 septembre 1944, l'orchestre est honoré par le peuple belge lors d'une représentation spéciale, après la libération de la Belgique par les forces alliées. Début 1957, Simon Poulain prend sa retraite et, le 11 février 1957, le ministre de la Défense nationale nomme le lieutenant Karel Torfs (nl)  pour lui succéder. En 1962, l'orchestre avait donné plus de 1 000 concerts en Belgique et, en 1985, il avait participé avec succès à un certain nombre de grands festivals internationaux. Le 16 juin 2007, François De Ridder, qui n'était chef d'orchestre que depuis 4 ans, a été tué à Zellik alors qu'il effectuait une mission en tant que pompier volontaire dans la ville.
L'orchestre royal des guides consiste en un grand orchestre d'harmonie de 74 musiciens en 2023.
Tous les membres de l'orchestre ont obtenu un premier prix dans l'un des conservatoires royaux du pays, et certains d'entre eux y enseignent. En outre, tous les membres de la fanfare sont des fantassins belges entraînés,.

## Dirigeants
- 1832-1873 : Jean-Valentin Bender
- 1873-1892 : Jean-Frédéric Staps
- 1892-1901 : Jean-Julien Simar
- 1901-1918 : Léon Walpot (nl)
- 1918-1945 : Arthur Prévost
- 1945-1946 : René De Ceuninck
- 1946-1948 : Franz Wangermée (nl)
- 1948-1957 : Simon Poulain (nl)
- 1957-1961 : Karel Torfs (nl)
- 1962-1985 : Yvon Ducène (nl)
- 1985-2003 : Norbert Nozy
- 2003-2007 : François De Ridder (nl)
- 2007-2008 : Dirk Acquet
- 2008- : Yves Segers (nl)